# گریزکریدی
گریزکریدی(کرخه)، روستایی در عبدالخان از توابع بخش مرکزی شهرستان کرخه در استان خوزستان ایران است.

## جمعیت
این روستا در دهستان سیدعباس قرار دارد و براساس سرشماری مرکز آمار ایران در سال ۱۳۸۵، جمعیت آن ۲۹۳ نفر (۳۹خانوار) بوده‌است.